# Pietro Guarneri

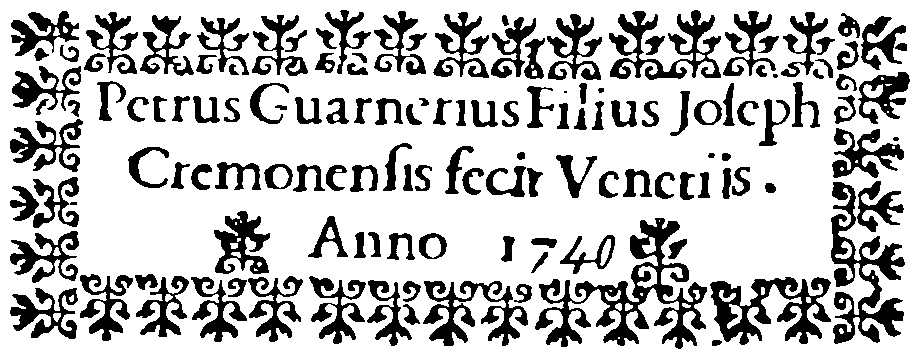
Signature de Pietro Guarneri, 1740.

Pietro Guarneri (aussi dénommé Pietro da Venezia ou  « filius Joseph ») est un luthier italien né le 14 avril 1695 à Crémone et mort le 4 avril 1762 à Venise.

## Biographie
Pietro Guarneri est aussi connu sous le nom de Pietro da Venezia ou « filius Joseph » (soit, le « fils de Giuseppe »).
Pietro Guarneri a vécu à Crémone avec son père Giuseppe Giovanni Guarneri où il commence sa formation de luthier.
En 1717, il s'établit à Venise et améliore la technique apprise auprès de son père, en assimilant les techniques présentes à Venise en travaillant avec les fabricants vénitiens Matteo Goffriller, Carlo Tononi, Francesco Gobetti, Domenico Montagnana, et Sanctus Seraphin (en). 

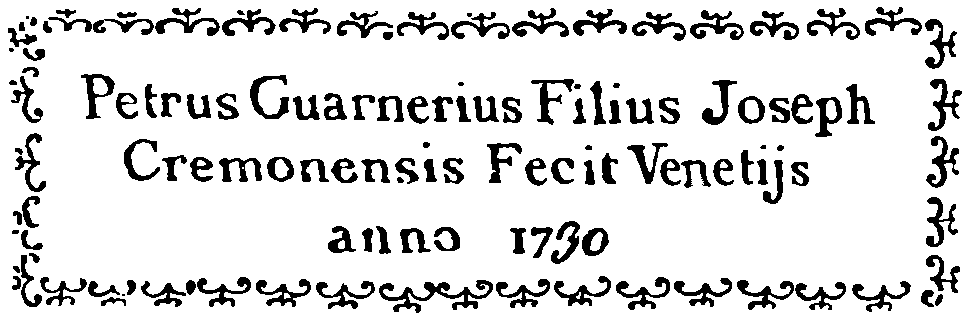
Étiquette personnelle de Pietro Guarneri, 1730.

Sa première étiquette personnelle connue de violon est datée de 1721. 
Seuls quelques rares instruments ont survécu comme ses violoncelles dont un peu moins d'une dizaine sont connus.
Le 5 avril 1728, il se marie avec Maria Ferrari Angiola, avec qui il a onze enfants.

## Instruments célèbres
- Violon « Thibaud », 1723
- Violoncelle, « Esterhazy », 1726
- Violoncelle, « Beatrice Harrison », 1739
- Violon, « Joachim », 1747